# Denis Herlin
Denis Herlin est un musicologue français, né le 11 février 1961 à Sainte-Adresse (Seine-Maritime).

## Biographie
Denis Herlin naît le 11 février 1961 à Sainte-Adresse (Seine-Maritime).
Il obtient une licence d'histoire et de grec à l'Université de Paris IV-Sorbonne en 1982 et 1983 et étudie en parallèle au Conservatoire de Boulogne-Billancourt, dont il est diplômé d'analyse, en 1984, et d'histoire de la musique, en 1986. Il travaille également le piano et le clavecin, auprès de Kenneth Gilbert, Huguette Dreyfus, Noëlle Spieth et Davitt Moroney, notamment.
Denis Herlin suit les séminaires de François Lesure à l'École pratique des hautes études, où il obtient un DEA en 1990, puis un doctorat, avec une thèse consacrée à L'histoire des Nocturnes de Claude Debussy.
Depuis 1993, il est chercheur au CNRS, rédacteur en chef adjoint à partir de 1995 de l'édition des Œuvres complètes de Claude Debussy aux Éditions Durand-Salabert-Eschig, avant d'en être le rédacteur en chef depuis 2002.
Entre 2009 et 2011, il est président de la Société française de musicologie, et titulaire de l’International Chair in Musicology au Royal Northern College of Music de Manchester entre 2017 et 2023,.
Denis Herlin est directeur de recherche au Centre national de la recherche scientifique (IReMUS). Ses travaux portent essentiellement sur Claude Debussy et sur la musique française des XVIIe et XVIIIe siècles, particulièrement la musique de clavecin.

## Publications

### Ouvrages
- Catalogue de la collection musicale François Lang  (préf. François Lesure), Paris, Éditions Klincksieck, 1993, 304 p.
- Catalogue du fonds musical de la bibliothèque de Versailles  (préf. Claire Caucheteux), Paris, Société française de musicologie, 1995, 778 p.
- Pièces de clavecin de Nicolas Siret, Denis Herlin (édition scientifique), Paris, Société française de musicologie, 2001, 128 p. (ISMN 979-0-56004-024-0) présentation en ligne)
- Jean-Philippe Rameau, catalogue thématique des œuvres musicales, tome 2, Livrets, avec Sylvie Bouissou et la collaboration de Pascal Denécheau, Paris, CNRS Éditions/BnF, 2003, 438 p.
- Claude Debussy, Correspondance 1872-1918 : édition établie par François Lesure et Denis Herlin et annotée par François Lesure, Denis Herlin et Georges Liébert, Paris, Gallimard, 2005, 2330 p. (ISBN 2-07-077255-1, BNF 40029124) Prix spécial du Jury du Prix des Muses 2006
- Catalogue de la collection musicale Hanson-Dyer, université de Melbourne, Melbourne, Lyrebird Press, 2007, 170 p.
- Jean-Philippe Rameau, catalogue thématique des œuvres musicales, tome 1, Musique instrumentale. Musique vocale religieuse et profane, avec Sylvie Bouissou et la collaboration de Pascal Denécheau, Paris, CNRS Éditions/BnF, 2007, 370 p.
- Jean-Philippe Rameau, catalogue thématique des œuvres musicales, tome 3, Musique dramatique (1re partie) d’Acante et Céphise à Hippolyte et Aricie, avec Sylvie Bouissou et Pascal Denécheau, Paris, CNRS Éditions/BnF, 2012, 752 p.
- « Pelléas et Mélisande » cent ans après : études et documents, Jean-Christophe Branger, Sylvie Douche et Denis Herlin (direction scientifique), préface de Pierre Boulez, Lyon, Symétrie, collection Symétrie Recherche, 2013, 624 p.  (ISBN 978-2-914373-85-2)
- Claude Debussy : Portraits et études, Olms, 2021, 532 p. (ISBN 978-3-487-16005-4)[4],[3].
- André Caplet, compositeur et chef d'orchestre, Denis Herlin et Cécile Quesney (direction scientifique), Paris, Société française de musicologie, 2020, 540 p.  (ISBN 978-2-85357-269-9).

## Vie privée
Il est marié avec Marie-France Giret, pianiste et professeur de musique de chambre, et a 2 filles.